# تيري براون (لاعب كرة قدم أمريكية)
تيري براون (بالإنجليزية: Terry Brown)‏ هو لاعب كرة قدم أمريكية أمريكي، ولد في 9 يناير 1947 في والترز في الولايات المتحدة.

## وصلات خارجية
- تيري براون على موقع مرجع كرة القدم المحترفة.كوم (الإنجليزية)